# مارلين ماسون
مارلين ماسون (بالإنجليزية: Marilyn Mason)‏ هي عازفة الأرغن أمريكية، ولدت في 29 يونيو 1925 في ألفا في الولايات المتحدة، وتوفيت في 4 أبريل 2019 في فورت لودرديل في الولايات المتحدة.

## وصلات خارجية
- مارلين ماسون على موقع ميوزك برينز (الإنجليزية)
- مارلين ماسون على موقع ديسكوغز (الإنجليزية)
- مارلين ماسون على موقع ديسكوغز (الإنجليزية)